# Yūsuke Matsuo (Fußballspieler, 2000)
Yūsuke Matsuo (japanisch 松尾 勇佑 Matsuo Yūsuke; * 27. Juni 2000 in Adachi, Präfektur Tokio) ist ein japanischer Fußballspieler.

## Karriere
Yūsuke Matsuo erlernte das Fußballspielen in der Schulmannschaft der Funabashi Municipal High School sowie in der Universitätsmannschaft der Kansai-Universität. Von Juli 2022 bis Saisonende wurde er von der Universität an den J2-League-Zweitligisten Ōita Trinita ausgeliehen. Während der Ausleihe kam er jedoch nicht zum Einsatz. Nach der Ausleihe wurde er am 1. Februar 2023 fest von Ōita Trinita unter Vertrag genommen. Sein Zweitligadebüt für den Verein aus Ōita gab Yusuke Matsuo am 4. Juni 2023 (19. Spieltag) im Heimspiel gegen Ventforet Kofu. Bei dem 2:1-Erfolg wurde er in der 71. Minute für Hiroto Nakagawa eingewechselt.